# Wirus Nova
Wirus Nova – wirus występujący głównie u kretów, a także u gryzoni, opisany w 2018 r. przez zespół badaczy Uniwersytetu Łódzkiego, Uniwersytetu Medycznego w Łodzi i University in Manoa.